# Белоцерковский район
Белоцерко́вский райо́н (укр. Білоцеркі́вський райо́н) — административная единица в южной части Киевской области Украины. Административный центр — город Белая Церковь.

## География
Площадь — 6 510,3 км².
Район граничит на севере с Фастовским, а на востоке и северо-востоке — с Обуховским районами. До административно-территориальной реформы 2020 года район граничил на севере с Васильковским и Обуховским, на юге — с Володарским, Ставищенским и Таращанским, на западе — с Фастовским и Сквирским, на востоке — с Кагарлыкским и Ракитнянским районами Киевской области.
Основные реки — Рось, Раставица, Протока, Гороховатка.

## Почвы и полезные ископаемые
В геологическом отношении территория края размещена на украинском щите. Это переходная зона от леса к степи — лесостепь.
В черте города сформировались основные типы почв: чернозём типичный, чернозём оподзоленный серый лесной грунт, дерново-подзолистый, лугово-чернозёмный, дерновый и болотный. В Белоцерковском районе сильно выражены процессы эрозии почв, которые возникают под влиянием внешних условий: размывание талыми и дождевыми водами, выветривания, спровоцированные и ускоренные неправильной распашкой склонов.
Край богат различными полезными ископаемыми, которые имеют промышленное значение. Среди них преобладают месторождения строительных материалов. В Белоцерковском районе добывают граниты, гнейсы, мигматиты, пегматиты. Используют в виде бута и щебня, для кладки стен, для строительства тротуаров, дорожного покрытия. Пегматиты является комплексным источником минерального и полевошпатового сырья.
Под Белой Церковью есть большие залежи глинистых пород, которые используются в кирпично-черепичной промышленности, а также строительные пески.
Из горючих полезных ископаемых в Белоцерковском районе есть торф, который в сельском хозяйстве используется также в качестве удобрения.
В Белой Церкви находятся источники радоновых вод.

## История
Район образован в 1930 году, до 1932 года находился в прямом административном подчинении УССР. С 1932 года в составе Киевской области. 4 марта 1959 года к Белоцерковскому району была присоединена часть территории упразднённого Велико-Половецкого района.
17 июля 2020 года в результате административно-территориальной реформы район был ликвидирован, и создан новый одноименный район, в состав которого вошли
- бывший город областного значения Белая Церковь

а также (полностью или частично) территории из десяти прежних (ликвидированных) районов
- Белоцерковского района,
- Богуславского района (частично: Медвинская сельская община),
- Васильковского района (частично: Гребёнковская поселковая община),
- Володарского района,
- Ракитнянского района,
- Сквирского района,
- Ставищенского района,
- Таращанского района,
- Тетиевского района,
- Фастовского (частично, несколько сел бывшего Фастовского района вошли в Коваливскую сельскую общину[укр.]).

## Население
Численность населения района в укрупнённых границах — 443,4 тыс. человек.
Численность населения района в границах до 17 июля 2020 года по состоянию на 1 января 2020 года — 48 440 человек, из них городского населения — 13 727 человек, сельского — 34 713 человек.

## Административное устройство
Район в укрупнённых границах с 17 июля 2020 года делится на 13 территориальных общин (громад), в том числе 5 городских, 4 поселковые и 4 сельские общины (в скобках — их административные центры):
- Городские:
  - Белоцерковская городская община[укр.] (город Белая Церковь),
  - Сквирская городская община (город Сквира),
  - Таращанская городская община[укр.] (город Тараща),
  - Тетиевская городская община (город Тетиев),
  - Узинская городская община (город Узин);
- Поселковые:
  - Володарская поселковая община (пгт Володарка),
  - Гребёнковская поселковая община (пгт Гребёнки),
  - Ракитнянская поселковая община (пгт Ракитное),
  - Ставищенская поселковая община (пгт Ставище);
- Сельские:
  - Ковалёвская сельская община (село Ковалёвка),
  - Малоольшанская сельская община (село Малая Ольшанка),
  - Медвинская сельская община (село Медвин),
  - Фурсовская сельская община (село Фурсы).

### История деления района
Количество местных советов (в старых границах района до 17 июля 2020 года):
- городских — 1
- поселковых — 1
- сельских — 34

Количество населённых пунктов (в старых границах района до 17 июля 2020 года):
- городов районного значения — 1
- посёлков городского типа — 1
- сёл — 58

Всего — 60 населённых пунктов.
Местные советы и крупные населённые пункты  (в старых границах района до 17 июля 2020 года)
| - Узинской городской совет город Узин - Терезинский поселковый совет пгт Терезино - Быково-Гребельский сельский совет село Быковая Гребля село Черкас - Василевский сельский совет село Василев - Вольнотарасовский сельский совет село Вольная Тарасовка село Владимировка село Гаёк - Глушковский сельский совет село Глушки - Дроздовский сельский совет село Дрозды село Мазепинцы - Ивановский сельский совет село Ивановка - Йосиповский сельский совет село Йосиповка село Затиша село Красное село Павловка - Коженицкий сельский совет село Коженики село Клочки - Макеевский сельский совет село Макеевка - Малоантоновский сельский совет село Малая Антоновка - Малоольшанский сельский совет село Малая Ольшанка село Бакалы - Матюшевский сельский совет село Матюши - Михайловский сельский совет село Михайловка село Вербовая - Озернянский сельский совет село Озёрная село Коржевка село Межевое - Олейниково-Слободский сельский совет село Олейникова Слобода - Острийковский сельский совет село Острийки село Блошинцы | - Пилипчанский сельский совет село Пилипча село Глыбочка село Городище - Песчанский сельский совет село Песчаная - Поправский сельский совет село Поправка село Однорог село Черкас - Потиевский сельский совет село Потиевка - Розалиевский сельский совет село Розалиевка село Людвиновка село Степок - Сидоровский сельский совет село Сидоры - Сорокотягский сельский совет село Сорокотяги - Сухолесский сельский совет село Сухолесы село Чепилиевка - Тарасовский сельский совет село Тарасовка - Томиловский сельский совет село Томиловка - Трушковский сельский совет село Трушки - Фастовский сельский совет село Фастовка - Фесюровский сельский совет село Фесюры село Щербаки - Фурсовский сельский совет село Фурсы село Чмырёвка - Храпачёвский сельский совет село Храпачи село Скребыши - Чупырянский сельский совет село Чупыра - Шкаровский сельский совет село Шкаровка - Яблоновский сельский совет село Яблоновка село Малая Сквирка |

Полный список населённых пунктов района, упорядоченный по алфавиту, находится внизу страницы 

## Транспорт
Пассажирские перевозки по району осуществляются, в первую очередь, автомобильным транспортом. Основные предприятия перевозчики — «Дилижанс» (директор Гамов В. В.), «Икарус» (директор Олефир Л. И.).
Наиболее распространены автобусы марок ЛАЗ-695, ПАЗ-672.

## Достопримечательности
В 4 км на юг от села Сухолесы, на берегу реки Рось, расположены остатки фортификационных сооружений — крепостной ров круглой формы, диаметром около 50 м. Наверху рва установлен камень с табличкой советских времен. Предположительно, ров XV—XVII веков, возможно, более древний. Раскопки не проводились. Сооружению грозит уничтожение в связи с выделением участка под частное строительство.
В могильнике «Остров-1» близ села Остров нашли 67 ингумаций с ориентировкой головой на север. Вероятно, это погребения представителей одного из балтских племён, которое князь Ярослав Мудрый переселил в долину реки Рось в XI веке для охраны южных рубежей Киевского княжества.

## Известные уроженцы и жители
- Мазепа, Иван Степанович (1639—1709) — украинский государственный и политический деятель, гетман Войска Запорожского.
- Попович, Павел Романович (1930—2009) — лётчик-космонавт СССР. Дважды Герой Советского Союза.
- Базилевич, Иван (? — после 1814) — игумен Покровского монастыря Московской епархии, ректор Крутицкий семинарии.